# Annobón

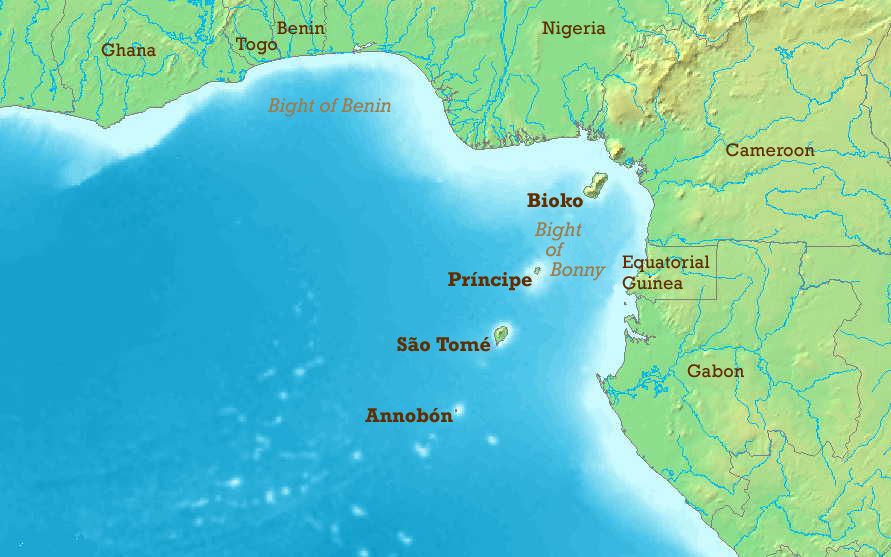
Vị trí của Annobón.

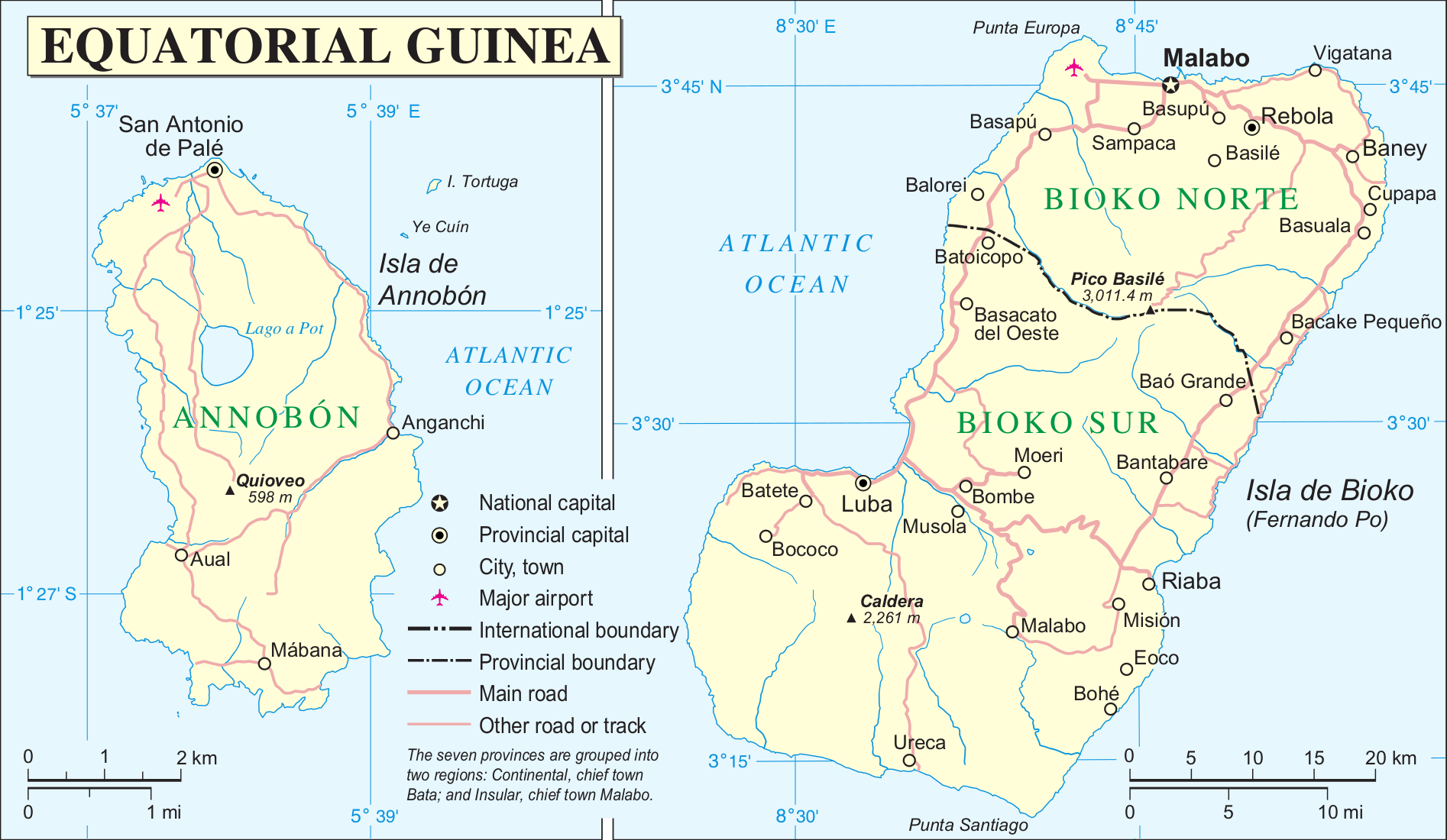
Bản đồ chi tiết của Annobón (trái)

Annobón (hay Annabon hoặc Anabon; bắt nguồn từ ano bom tiếng Bồ Đào Nha nghĩa là "năm tốt" cũng gọi là Pagalu hay Pigalu, là một hòn đảo của Guinea Xích Đạo. Nó nằm ở Nam Đại Tây Dương, cách khoảng 220 mi (350 km) về phía tây của Gabon và 110 dặm (180 km) về phía tây nam của đảo São Tomé. Đảo có chiều dài 4 dặm (6,4 km) và chiều rộng là 2 dặm (3,2 km) (6,4 ×3,2 km), với diện tích vào khoảng 6¾ mi² (17,5 km²). Đảo có khoảng 5.000 cư dân. Các ngành kinh tế chính của đảo là đánh cá và xẻ gỗ.

## Địa lý
Annobón là một núi lửa đã tắt với đỉnh cao 598 m (1961 ft) (Quioveo) trên mực nước biển. Đảo đặc trưng vơus một loạt các thung lũng xanh tốt và những ngọn núi dốc, được những cánh rừng bao phủ và cây cối um tùm. Có một hồ miệng núi lửa tên là Lago A Pot. Một số đảo đá nhỏ nhằm ở ngoài khơi của đảo chính, bao gồm Santarém ở phía nam.
Hòn đảo tạo thành tỉnh Annobón, một trong các tỉnh của Guinea Xích Đạo. Thủ phủ của tỉnh là ngôi làng miền bắc San Antonio de Palé, và điểm dân cư chính khác của đảo có tên tương tự là San Antonio. Vũng đậu tàu tương đối an toàn, và một số tàu đi qua đã tận dụng lợi thế của đảo để lấy nước và thực phẩm tươi, trong đó Annobon là một nguồn cung phong phú. Tuy nhiên, không có dịch vụ vận chuyển thường xuyên đến phần cón lại của Guinea Xích Đạo, và các tàu sẽ đến không thường xuyên trong mỗi vài tháng.
Annobón thường được mô tả như là "nằm trong vịnh Guinea", giống như các đảo lân cận là São Tomé và Príncipe, song đường ranh giới vịnh Guinea do Tổ chức Thủy văn Quốc tế (IHO) định ra trên thực tế nằm ở phía bắc của đảo.

## Lịch sử
Hòn đảo được người Bồ Đào Nha phát hiện vào ngày 1 tháng 1 năm 1473 – tên của đảo xuất phát từ việc nó được khám phá ra vào ngày đầu năm mới. Đảo dường như đã không có người ở cho đến thời bị Bồ Đào Nha thuộc địa hóa từ năm 1474, ngững người đến đảo của yếu đến từ Angola qua đảo São Tomé.
Hòn đảo qua tay Tây Ban Nha vào năm 1778 bằng Hiệp ước San Ildefonso lần thứ nhất, cùng với Fernando Pó (nay là Bioko) và bờ biển Guinea như là một cuộc trao đối, trong đó Bồ Đào Nha được nhận lãnh thổ tại Brasil. Tây Ban Nha muốn có được lãnh thổ tại châu Phi, trong khi đó Bồ Đào Nha muốn tiếp tục mở rộng nơi mà họ gọi là "Tân Bồ Đào Nha" (Brasil). Thuộc địa của Tây Ban Nha được hình thành và được gọi với cái tên Guinea thuộc Tây Ban Nha.
Dân cư hòn đảo đã phản đối thỏa thuận và thù địch với người Tây Ban Nha. Dân đảo đã nổi dậy chống lại những người chủ mới của họ và một tình trạng hỗn loạn xảy ra sau đó, dẫn đến một thỏa thuận theo đó đảo được quản lý bằng một cơ cấu gồm có năm người bản địa, mỗi người trong số họ được giữ các chức vụ trong chính quyền cho đến khi có 10 tàu đi đến đảo. Vào phần sau của thế kỷ 19, quyền lực của Tây Ban Nha được tái lập. Hòn đảo nhanh chóng trở thành một phần của thuộc địa Elobey, Annobón, và Corisco cho đến năm 1909.
Năm 1968, Guinea thuộc Tây Ban Nha, bao gồm đảo Annobon, giành được độc lập và trở thành nhà nước Guinea Xích Đạo.
Vào những năm cuối trong thời gian cai trị của Francisco Macías Nguema, tổng thống đầu tiên của Guinea Xích Đạo, hòn đảo được gọi là Pigalu hay Pagalu (từ tiếng Bồ Đào Nha Papagaio = con vẹt).
Ngày nay, tiếng Tây Ban Nha là ngôn ngữ chính thức của đảo. Cư dân của đảo có nguồn gốc hỗn huyết từ người Bồ Đào Nha, người Tây Ban Nha và Angola. Tuy nhiên, tình cảm chống Tây Ban Nha vào ban đầu, cộng với sự biệt lập với đại lục của Guinea Xích đạo và gần gũi với São Tomé và Príncipe — chỉ nằm cách 175 km (110 mi) đã giúp gìn giữ mối quan hệ về văn hóa của đảo với Bồ Đào Nha.